# The Brotherhood IV: The Complex
Série The Brotherhood
Brotherhood 3 : Ensorcelés
(2003) The Brotherhood V: Alumni
(2009)
Pour plus de détails, voir Fiche technique et Distribution.
The Brotherhood IV: The Complex est un film d'horreur homoérotique canado-américain réalisé par David DeCoteau, sorti en 2005.

## Fiche technique
Sauf indication contraire, les informations mentionnées dans cette section peuvent être confirmées par la base de données cinématographiques IMDb,  présente dans la section « Liens externes ».
- Titre original : The Brotherhood IV: The Complex
- Réalisation : David DeCoteau
- Scénario : Matthew Jason Walsh
- Musique : Joe Silva
- Direction artistique : Keli Manson
- Décors : James Purvis
- Costumes : Sandy Buck
- Photographie : C. Kim Miles
- Montage : Joel Snowden
- Production : Kirk Shaw
- Société de production : Insight Films
- Société de distribution : n/a
- Pays de production :  États-Unis /  Canada
- Langue originale : anglais
- Format : couleur
- Genres : horreur homoérotique ; thriller
- Durée : 96 minutes
- Dates de sortie :
  - Canada, États-Unis : 1er mars 2005
  - France : n/a

## Distribution
- Sebastian Gacki : Lee Hanlon
- April Telek : la capitaine Arabella Morrissey
- Brody Harms : Robert Severin
- Graham Kosakoski : Victor Thanos
- Angelique Naude : la secrétaire Madison
- Chad E. Rook : Andy
- Brett Viberg : Brandon
- Emrey Wright : Charlie
- Charlie Marsh : G-Force

## Production
Le tournage a lieu à Pitt Meadows et à Vancouver, en Colombie-Britannique au Canada.